# Nylund & Son

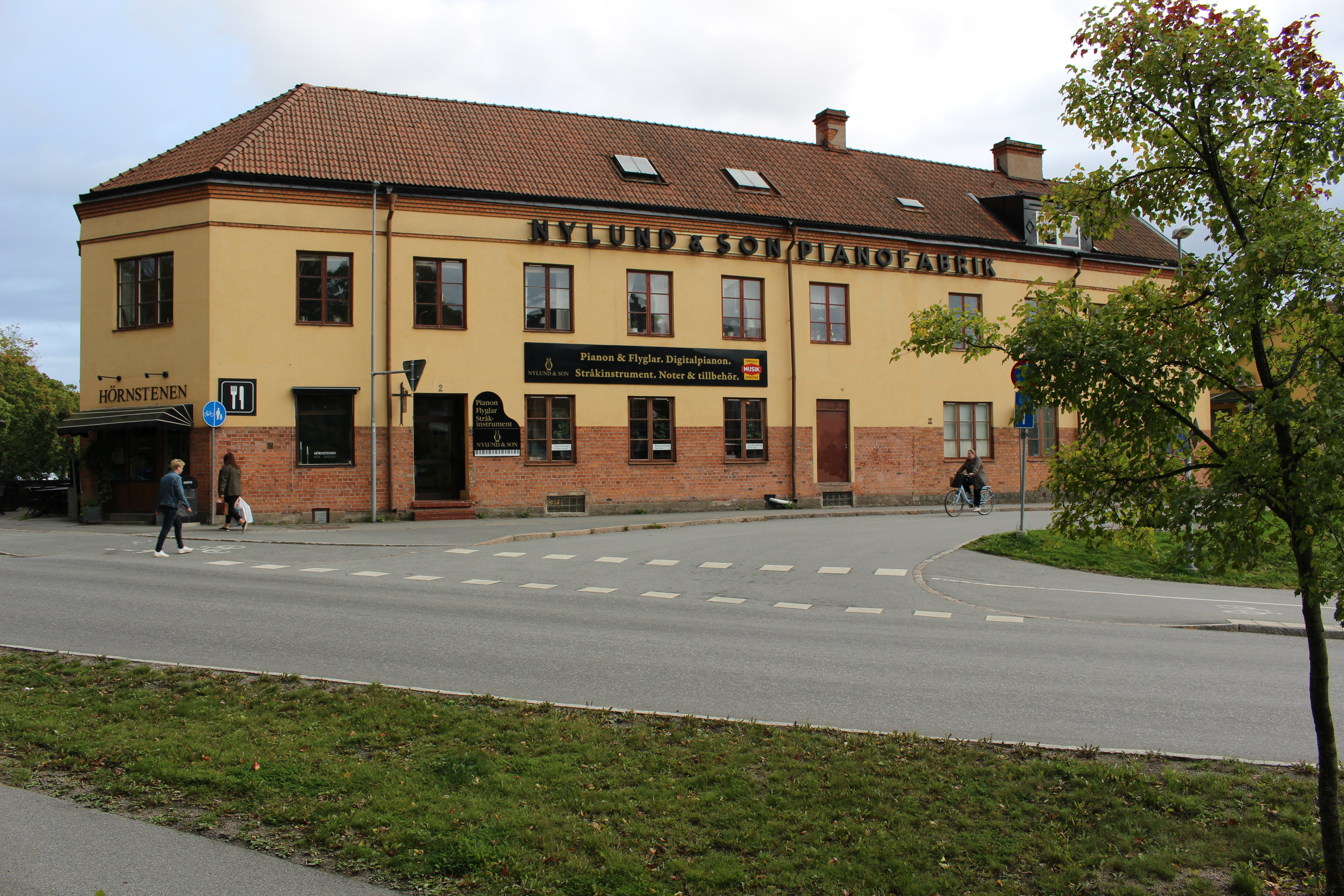
Nylund & Son i september 2019.

Nylund & Son är en fabrik som tillverkar pianon i Uppsala, både upprättstående och flyglar. Företaget grundades 1906 av Emil Nylund och har hållit till i nuvarande lokaler sedan 1927. De senaste åren har företaget kompletterat sin verksamhet med försäljning av elektroniska klaviaturinstrument ("keyboards") och liknande. Även renoveringar av gamla pianon förekommer, men företaget är fortfarande mest känt som pianotillverkare.

## Historik
Företaget grundades 1906 av Emil Nylund och var då belägget på Vretgränd i Uppsala. 1927 flyttade man företaget till Alsikegatan 2. Samma år tog Martin Nylund över företaget. På 1960-talet köpte Nylund upp J P Löfbergs Pianofabrik AB i Stockholm. På 1970-talet tog Martins son Bo Nylund över företaget. Efter Nylunds död 1995 tog hans kollegan Göran Lundahl över företaget.